# Microregione di Portel
La Microregione di Portel è una microregione dello Stato del Pará in Brasile, appartenente alla mesoregione di Marajó.

## Comuni
Comprende 4 comuni:
- Bagre
- Gurupá
- Melgaço
- Portel